# Zábřeh (Ostrava)

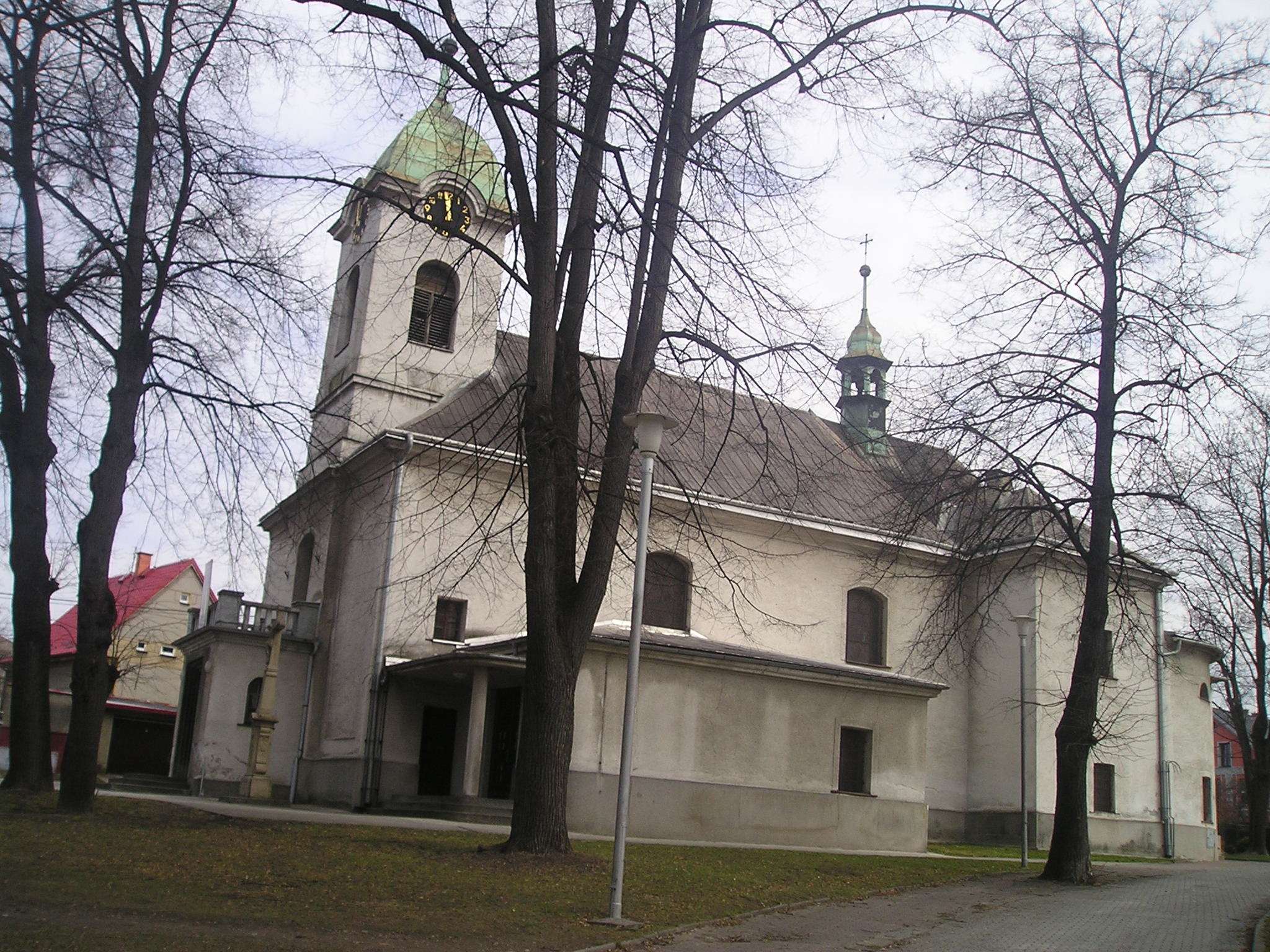
Kostel Navštívení Panny Marie v Ostravě-Zábřehu

Zábřeh (německy: Heinrichsdorf, v letech 1939–1941 Teufelsdorf) je historická obec, část obce a jako Zábřeh nad Odrou i katastrální území statutárního města Ostravy v Moravskoslezském kraji, tvořící nejsevernější část městského obvodu Ostrava-Jih. V minulosti k němu patřily také katastrální území Zábřeh-Hulváky a Zábřeh-VŽ, tudíž jsou dnes části území původní historické obce součástí dvou dalších ostravských městských obvodů, jimiž jsou Mariánské Hory a Hulváky a Vítkovice. Západní hranice katastru obce je dána řekou Odrou.

## Název
Vesnice byla v době vzniku česky pojmenována Zábřeh podle polohy „za břehem“ Odry (za takzvaným vysokým břehem oproti nižším břehům v zátopové oblasti mezi Studénkou a Svinovem). V němčině dostala ves v období vzniku jméno Heinrichsdorf – „Jindřichov“ podle Jindřicha ze Stange z družiny olomouckého biskupa Bruna ze Schauenburka. Toto jméno se používalo jen do konce 14. století. Začátkem 17. století se ojediněle objevily přívlastky blíž města Ostravy a nad řekou Odrou, teprve začátkem 20. století byl přidán znovu přívlastek v podobě nad Odrou.

## Historie
Písemné záznamy uvádějí ves Zábřeh poprvé v roce 1288. Po řadě majitelů v prvních staletích existence přešel v roce 1652 do majetku olomoucké kapituly a s některými dalšími sousedními obcemi zůstal – v rámci petřvaldského panství – v jejím držení až do zrušení patrimoniálního zřízení v roce 1848. Na katastru zemědělské vesnice bylo též několik rybníků. Na vývoj obce měly vliv nejen železárny v blízkých Vítkovicích, ale také továrna na lepenku založená v roce 1886, dále cementárna a hlavně chemické závody Julia Rütgerse, které zpracovávaly vedlejší produkty vznikající při výrobě koksu. Od konce 19. století zde fungovala také cihelna; krom kvalitních cihlářských hlín se zde těžily i slévárenské písky. Průmyslový rozvoj ale vyvolal také změny demografické a sídelní. Ve třicátých letech 20. století byl vilovou čtvrtí Moravské Ostravy (zejména místní lokalita Zábřeh-Družstvo). Nemocnice zde byla postavena v roce 1912, Zábřeh byl připojen k Moravské Ostravě v roce 1924. Obec byla během druhé světové války osvobozena Rudou armádou dne 30. dubna 1945. Mezi nejvýznamnější historické stavby patří Kostel Navštívení Panny Marie a Zábřežský zámek.
Vítkovické železárny (resp. Vítkovické horní a hutní těžířstvo, jak zněl celý název) se za dobu své existence vypracovaly v jeden z největších průmyslových podniků v zemi. Ve své rozsáhlé vnitropodnikové dopravě provozovaly velkou síť vleček. V roce 1912 začaly stavět "mimo" svůj závod i další z drah, která měla spojit vlastní závody s pískovými doly v Zábřehu, kde se těžil slévárenský písek, potřebný pro činnost železáren. Vzhledem k tomu, že dráha vedla po veřejné komunikaci, byla žádost o koncesi podána jako na veřejnou dráhu pro dopravu nákladů a osob, s parním provozem a normálním rozchodem. Provoz na této 3100 metrů dlouhé dráze byl zahájen 3. července 1913. Dráha vedla od ředitelství Vítkovických železáren přes Zábřeh k pískovým dolům. Pro provoz bylo z vnitrozávodových vleček vyhrazeno 6 třínápravových lokomotiv, zakoupeny byly tři lehké osobní vozy. Zpočátku jezdil na dráze třínápravový parní vůz soustavy Komárek, který sem byl předisponován z železniční vlečky Svinov - Vítkovice, ten se ale neosvědčil, tudíž byl vrácen tam, odkud přišel. O dva roky později byl zakoupen jiný, dvounápravový parní motorový vůz, který se již plně osvědčil a na dráze vhodně doplňoval vlaky s parními lokomotivami (které hlavně dopravovaly těžké nákladní vlaky z pískem).
V této podobě přežil provoz válku a celá dvacátá léta, od roku 1925 se na dnešním Mírovém náměstí křížil z tramvajemi Moravsko-ostravské místní dráhy, od roku 1929 bylo stejné křížení i poblíž stanice Zahrádky.
V roce 1930 byla do provozu dána nová trať ze Zábřeha do Hrabůvky. Původ této dráhy se datuje už od roku 1912, kdy získal brušperský rodák JUDr. Edmund Palkovský, první ostravský český advokát, koncesi na stavbu tratě s parním pohonem mezi Mariánskými Horami a Brušperkem. Jeho pokus získat kapitál však ztroskotal, a proto byla koncese převedena na vítkovické železárny. Projekt byl přepracován; trať již neměla vést po vysokém náspu a to umožnilo přepracovat regulační plán zahradní čtvrti Zábřeh-družstvo. Vítkovické železárny se stavbou velmi otálely, až roku 1928, ke stému výročí železáren, zatloukl Luis Rothschild zlatý hřeb do pražce před budoucím nádražím v Zábřehu, a tím zahájil stavbu. 2100 metrů dlouhá trať byla otevřena 5.10.1930. Pro provoz byly i zde vyčleněny některé lokomotivy závodní dráhy, na dráhu byl znovu předisponován třínápravový parní vůz Komárek, který se zde osvědčil. Dráha byla výhradním majetkem Vítkovických železáren, název Místní dráha Mariánské Hory – Brušperk se používal do roku 1953 (dráha přitom nevedla nikdy ani do Mariánských Hor, natož do Brušperka).
Roku 1932, v době vrcholící krize byl zastaven osobní provoz mezi Zábřehem a mezi pískovými doly, po protestech byl po několika měsících obnoven. Majitel obou drah se snažil zlevnit dopravu, proto bylo v roce 1933 rozhodnuto o elektrizaci dráhy, která byla dokončena 30. dubna 1935. Za použití elektrické výzbroje zakoupené u ČKD bylo postaveno vlastní stavbou pět nových elektrických motorových vozů, vlečné vozy byly upraveny z původních vlečných vozů parní dráhy. Dnem zahájení provozu byly linky i označeny, linka do Pískových dolů jako Z, linka do Hrabové jako H. Nákladní provoz zůstal v parní trakci i nadále.

## Vývoj obyvatelstva
| Rok sčítání | počet obyvatel |
| ----------- | -------------- |
| 1794        | 618            |
| 1843        | 784            |
| 1880        | 1 439          |
| 1900        | 7 653          |
| 1910        | 9 809          |
| 1921        | 10 234         |

## Zajímavostí
Zábřehem protéká betonovým potrubím a vydlážděným korytem potok Zábřežka (přítok řeky Odry).
V Mičanově sadu se nachází bludný žulový balvan.
Součástí Zábřeha je také část lesoparku Bělský les, Aquapark (Vodní areál Jih), Ostravar Aréna, Dům kultury AKORD aj.
V Zábřehu se nachází několik kostelů a modliteben.
V Zábřehu se také nachází Pomník překročení Odry československými tankisty při osvobozování Ostravy.